# Saint-Moreil
Saint-Moreil ist eine Gemeinde im Zentralmassiv in Frankreich. Sie gehört zur Region Nouvelle-Aquitaine, zum Département Creuse, zum Arrondissement Guéret und zum Kanton Bourganeuf. 

## Geographie
Sie grenzt im Norden an Saint-Priest-Palus, im Osten an Saint-Junien-la-Bregère, im Süden an Saint-Julien-le-Petit, im Südwesten an Cheissoux und im Westen an Auriat.

## Bevölkerungsentwicklung
| Jahr      | 1962 | 1968 | 1975 | 1982 | 1990 | 1999 | 2008 | 2013 |
| --------- | ---- | ---- | ---- | ---- | ---- | ---- | ---- | ---- |
| Einwohner | 533  | 475  | 354  | 325  | 287  | 292  | 253  | 227  |

## Sehenswürdigkeiten
- Kirche Saint-Maureil (auch Saint-Maurille genannt)

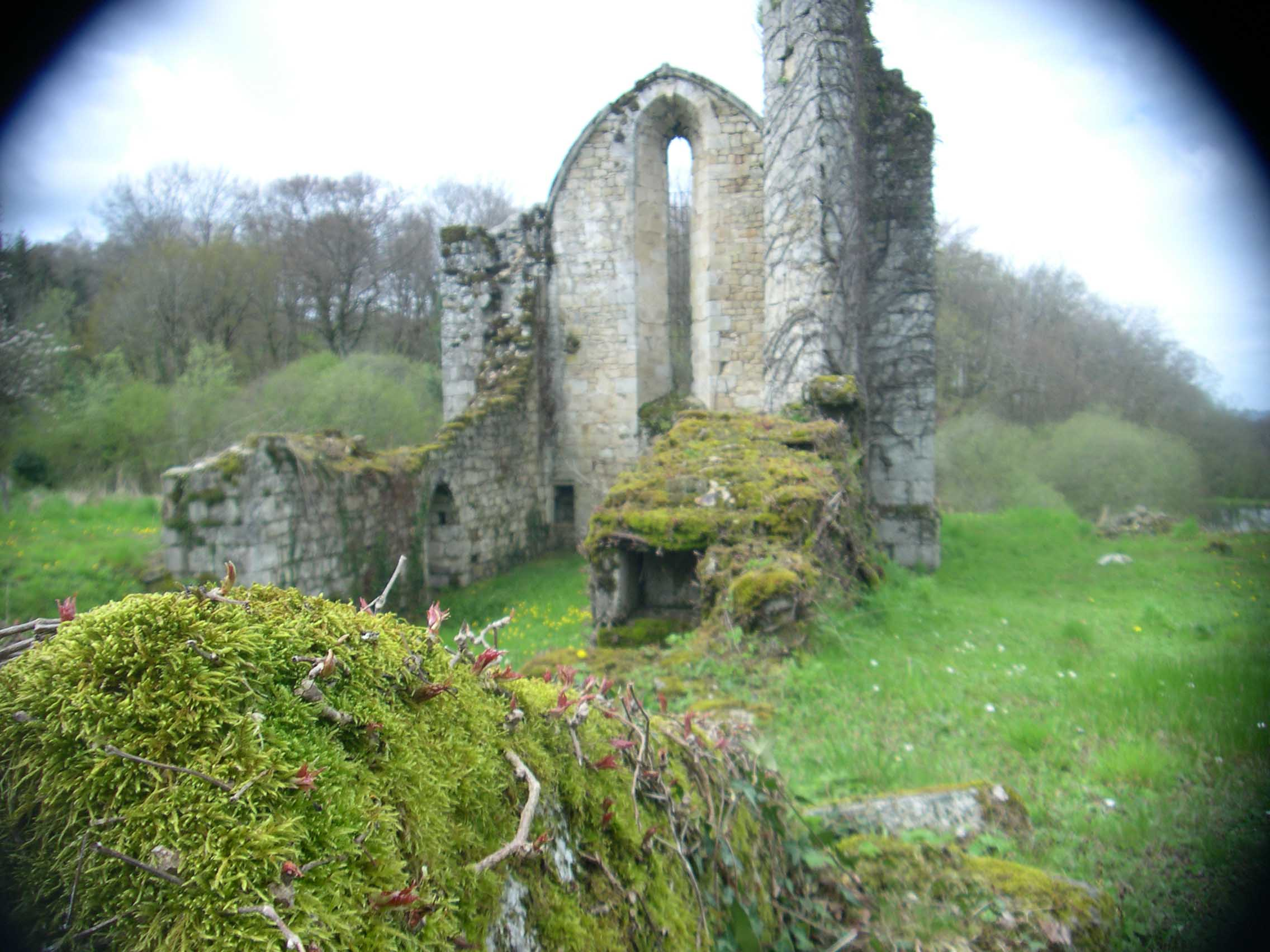
Überreste einer Kapelle

- Überreste einer Kapelle